# وريد إبطي
الوريد الإبطي أو عرق تحث الضلع  هو وعاء دموي كبير، يقوم بنقل الدم من الجزء الوحشي للصدر، والإبط، والأطراف العلوية إلى القلب. ويوجد في الجسم وريدان إبطيان، واحد في كل جانب من الجسم.
ينشأ الوريد الإبطي عند الطرف السفلي للعضلة المدورة الكبيرة وذلك استمرارًا للوريد العضدي.
من روافد الوريد الإبطي، الوريد البازلي، والوريد الرأسي، واللذان يعتبران أوردة سطحية.
ينتهي هذا الوريد عند الطرف الوحشي للضلع الأول، بحيث يصبح الوريد تحت الترقوة.
كذلك يرافق الوريد الإبطي على طول مساره الشريان الإبطي.

## صور إضافية

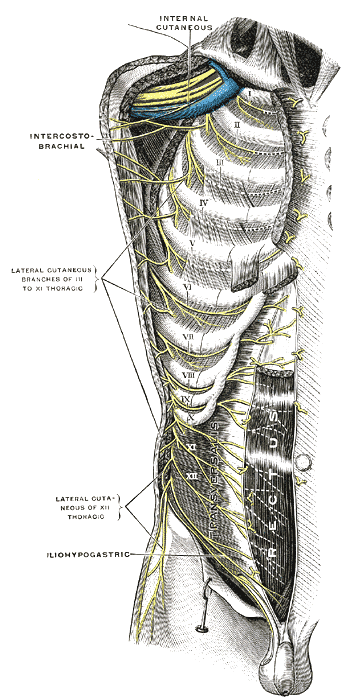
الأعصاب الوربية, بعد إزالة العضلات السطحية.
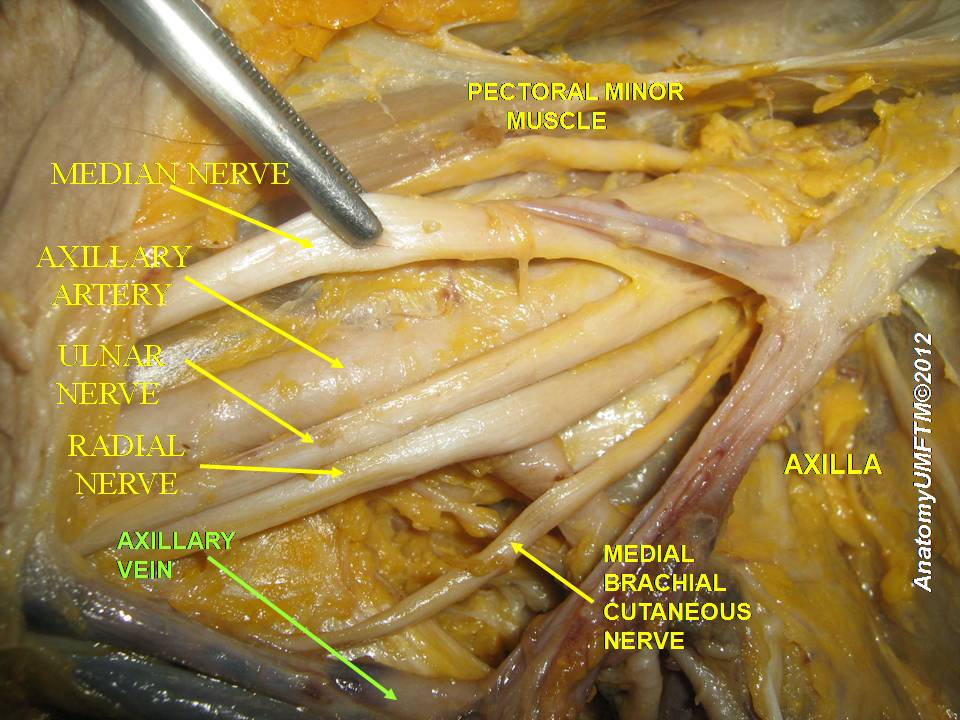
الوريد الإبطي

## وصلات خارجية
- قالب:موضوع غرايز
- Axillary+vein في قاموس إي ميديسين

- درسٌ تشريحي حول lesson3axillaryart&vein مُعدٌ بواسطة ويسلي نورمان (جامعة جورجتاون).

هذه المقالة تعتمد على مواد ومعلومات ذات ملكية عامة، من الصفحة رقم 663  الطبعة العشرين لكتاب تشريح جرايز لعام 1918.